# 萬雲鵬
萬雲鵬（？—？年），字圖南，號石梁，南直隶鳳陽府籍，揚州府興化縣人。明朝政治人物。

## 生平
正德八年（1513年）癸酉科應天鄉試舉人，九年（1514年）联捷甲戌科二甲第九十名進士。授南京吏部主事，历任员外郎、郎中，嘉靖五年（1526年）出为浙江湖州府知府。调任湖广襄阳府知府，十一年（1532年）四月升本省按察司副使，十三年九月升四川布政司右参政，改左参政，十五年闰十二月升浙江按察使，十七年正月进京入觐，五月升福建右布政使。